# Championnat de France de football de troisième division 2023-2024
Navigation
National 2022-2023 National 2024-2025
La saison 2023-2024 du Championnat de France de football National est la 31e édition du Championnat de France de football de National. Le troisième niveau du football français oppose cette saison dix-huit clubs en trente-quatre rencontres. C'est le plus haut échelon auquel peuvent accéder les équipes amateurs puisqu'au-delà, les clubs doivent avoir le statut professionnel pour participer à la Ligue 2.
Du fait du passage à 18 clubs en Ligue 2 pour la saison 2024-2025, il n'y a cette saison que deux montées en Ligue 2 (pas de 3e barragiste) et six descentes en National 2 au lieu de quatre auparavant.

## Décisions administratives
Durant l'intersaison, le FC Sochaux-Montbéliard, 9e de Ligue 2 2022-2023, est rétrogradé administrativement en National par la Direction nationale du contrôle de gestion (DNCG) pour raisons financières. La décision est confirmée par la commission d'appel. Appuyé par un projet de rachat mené par Romain Peugeot, le club saisit le Comité national olympique et sportif français (CNOSF), mais la requête est rejetée. Le recours devant le Tribunal administratif de Paris étant lui aussi rejeté, la rétrogradation du FC Sochaux-Montbéliard est donc entérinée, et le Football Club d'Annecy, 17e de la précédente saison de Ligue 2 et relégué en National, est repêché pour la saison de Ligue 2 2023-2024. Autour de l'ancien président du FCSM Jean-Claude Plessis, de son directeur technique historique Pierre Wantiez, d'une association de supporters & d'un groupe d'investisseurs locaux, un accord de vente est conclu avec le précédent propriétaire Nenking. Le FC Sochaux-Montbéliard obtient le 17 août 2023 l'autorisation de la DNCG puis du comité exécutif (Comex) de la Fédération française de football de participer au championnat National pour la saison 2023-2024. Le club voit sa masse salariale et ses indemnités de mutation être encadrés par la DNCG.
À la suite de problèmes financiers, le CS Sedan Ardennes, classé 7e de National la saison dernière, est rétrogradé administrativement en National 2 par la DNCG. Le club fait appel mais est ensuite exclu des championnats nationaux le 4 juillet 2023, une décision qui entraine le repêchage officiel de l'AS Nancy-Lorraine (13e et premier relégable de la précédente saison) à l'annonce des calendriers officiels de la saison,. Saisi par le club, le CNOSF émet un avis favorable au maintien du CS Sedan Ardennes en National, mais le Comex de la FFF décide le 3 août 2023 de ne pas suivre la proposition de conciliation du CNOSF. Le Tribunal Administratif de Paris rejette ensuite le recours du club, ce qui confirme l'exclusion des championnats nationaux du CS Sedan pour la saison 2023-2024.
L'AS Nancy-Lorraine est sanctionnée de deux points de pénalité dont un avec sursis en raison des incidents provoqués par certains supporters lors du dernier match de la saison dernière à Bourg-en-Bresse.
Le 28 novembre, le FC Rouen est sanctionné de 5 points de retrait, en conséquence d'une discordance importante entre le montant des créances non recouvrées présenté en juin (470 000 €) au gendarme financier du football français (DNCG) et celui présenté ensuite (723 000 €).
Par ailleurs, Villefranche est condamné à rejouer 3 matchs après avoir aligné un joueur suspendu.

## Clubs participants
| \| US Avranches LB Châteauroux SO Cholet Dijon FCO SAS Épinal · GOAL FC Le Mans FC Marignane GCB FC FC Martigues AS Nancy-Lorraine Nîmes Olympique Chamois niortais FC Sochaux-M. US Orléans Red Star FC FC Rouen FC Versailles FC Villefranche \| Localisation des clubs engagés dans le championnat. |
| US Avranches LB Châteauroux SO Cholet Dijon FCO SAS Épinal · GOAL FC Le Mans FC Marignane GCB FC FC Martigues AS Nancy-Lorraine Nîmes Olympique Chamois niortais FC Sochaux-M. US Orléans Red Star FC FC Rouen FC Versailles FC Villefranche                                                           |

| \| Red Star FC FC Versailles \| Localisation des clubs franciliens. |
| Red Star FC FC Versailles                                           |

| Red Star FC FC Versailles |

| \| Marignane GCB FC FC Martigues \| Localisation des clubs des Bouches-du-Rhône. |
| Marignane GCB FC FC Martigues                                                    |

| Marignane GCB FC FC Martigues |

| \| GOAL FC FC Villefranche \| Localisation des clubs du Rhône. |
| GOAL FC FC Villefranche                                        |

| GOAL FC FC Villefranche |

| Club                       | En National depuis | Classement 2022-2023 | Budget (en M€) | Entraîneur               | Depuis | Stade                                            | Capacité         | Nombre de saisons en National |
| -------------------------- | ------------------ | -------------------- | -------------- | ------------------------ | ------ | ------------------------------------------------ | ---------------- | ----------------------------- |
| FC Sochaux-Montbéliard     | 2023               | 9e (L2)              | 15 M€          | Oswald Tanchot           | 2023   | Stade Auguste-Bonal                              | 20 005           | 0                             |
| Dijon FCO                  | 2023               | 18e (L2)             | 7 M€           | Benoît Tavenot           | 2023   | Stade Gaston-Gérard                              | 15 459           | 4                             |
| Nîmes Olympique            | 2023               | 19e (L2)             | 6 M€           | Adil Hermach             | 2024   | Stade des Antonins                               | 8 033            | 9                             |
| Chamois niortais           | 2023               | 20e (L2)             | 3,3 M€         | Philippe Hinschberger    | 2023   | Stade René-Gaillard                              | 6 398            | 4                             |
| Red Star FC                | 2019               | 3e                   |                | Habib Beye               | 2021   | Stade Bauer                                      | 4 000 puis 5 400 | 11                            |
| FC Martigues               | 2022               | 4e                   | 3,5 M€         | Grégory Poirier          | 2021   | Stade Francis-Turcan                             | 8 289            | 7                             |
| FC Versailles              | 2022               | 5e                   |                | Jean-Luc Vasseur         | 2024   | Stade Jean-Bouin                                 | 20 000           | 1                             |
| FC Villefranche Beaujolais | 2018               | 6e                   | 3,4 M€         | Alain Pochat             | 2024   | Stade Armand Chouffet                            | 3 500            | 5                             |
| US Avranches               | 2014               | 8e                   |                | Michel Audrain           | 2024   | Stade René-Fenouillère                           | 2 650            | 13                            |
| SO Cholet                  | 2017               | 9e                   |                | David Augereau (intérim) | 2024   | Stade Jean Bouin (J1 → J12) Stade Pierre Blouen  | 2 635 500        | 6                             |
| US Orléans                 | 2020               | 10e                  | 4 M€           | Karim Mokeddem           | 2023   | Stade de la Source                               | 7 533            | 8                             |
| LB Châteauroux             | 2021               | 11e                  | 3,5 M€         | Antoine Sibierski        | 2024   | Stade Gaston-Petit                               | 14 500           | 5                             |
| Le Mans FC                 | 2020               | 12e                  |                | Mathieu Chabert          | 2024   | Stade Marie-Marvingt                             | 25 064           | 4                             |
| AS Nancy-Lorraine          | 2022               | 13e                  |                | Pablo Correa             | 2023   | Stade Marcel-Picot                               | 20 087           | 1                             |
| FC Rouen                   | 2023               | 1er du groupe A (N2) | 3,5 M€         | Maxime d'Ornano          | 2021   | Stade Robert-Diochon                             | 8 372            | 7                             |
| SAS Épinal                 | 2023               | 1er du groupe B (N2) |                | Fabien Tissot            | 2022   | Stade de la Colombière                           | 2 250            | 8                             |
| Marignane GCB FC           | 2023               | 1er du groupe C (N2) | 2 M€           | Brahim Hemdani           | 2022   | Stade Saint-Exupéry                              | 1 500            | 1                             |
| GOAL FC                    | 2023               | 1er du groupe D (N2) | 2,5 M€         | Fabien Pujo              | 2022   | Stade Jacques Joly (J1 → J9) Stade Ludovic Giuly | 3 000 600        | 0                             |

Évolution des stades
- Le GOAL FC doit jouer ses premiers matchs à domicile au stade Jacques-Joly de Saint-Priest[25] pendant les travaux d'homologations de l'éclairage au stade Ludovic-Giuly à Chasselay[26].
- Le FC Versailles doit jouer sa deuxième saison consécutive au Stade Jean-Bouin à Paris le temps que les travaux de l'homologation du Stade Montbauron puissent se concrétiser.
- Le Red Star FC voit son Stade Bauer connaître une deuxième configuration en deuxième partie de saison à la suite de l'ouverture de la nouvelle tribune principale et la démolition de la tribune d'honneur actuelle[27].
- L'US Orléans se voit contraindre de jouer plusieurs matchs sur son terrain annexe de 700 places pour cause d'un impraticabilité de la pelouse de son Stade de la Source dû à des morceaux de verres dissimulés tout autour du terrain[28].
- Le SO Cholet se voit dans l'obligation de déménager en novembre 2023 au stade Pierre-Blouen réaménagé pour le reste de la saison à la suite de l'annonce de travaux d'urgence au stade Jean-Bouin[29].

Statut professionnel
À chaque début de saison, les clubs éligibles, anciens pensionnaires de Ligue 2, peuvent demander le maintien du statut professionnel. Cette saison, la FFF décide de maintenir le statut professionnel aux clubs suivants, :
- Nîmes Olympique, Dijon FCO et Chamois niortais (1re saison) ;
- AS Nancy-Lorraine (2e saison) ;
- LB Châteauroux (3e saison) ;
- Le Mans FC et US Orléans (4e saison) ;
- Red Star FC (5e saison)

Malgré la rétrogradation, le FC Sochaux-Montbéliard garde également le statut professionnel.

### Changements d'entraîneur
| Club                       | Entraîneur partant                                  | Motif du départ         | Date de départ   | Position   | Entraîneur arrivant                                 | Date d'arrivée   |
| -------------------------- | --------------------------------------------------- | ----------------------- | ---------------- | ---------- | --------------------------------------------------- | ---------------- |
| US Orléans                 | Nicolas Usaï                                        | Consentement mutuel     | 27 mai 2023      | Pré-saison | Bernard Casoni                                      | 16 juin 2023     |
| FC Versailles              | Cris                                                | Fin de contrat          | 27 mai 2023      | Pré-saison | Laurent Peyrelade                                   | 1er juillet 2023 |
| FC Villefranche Beaujolais | Hervé Della Maggiore                                | Fin de contrat          | 1er juin 2023    | Pré-saison | Romain Revelli                                      | 1er juin 2023    |
| LB Châteauroux             | Maxence Flachez                                     | Renvoi                  | 9 juin 2023      | Pré-saison | Romain Chevrier                                     | 29 juin 2023     |
| FC Sochaux-Montbéliard     | Pierre-Alain Frau Sylvain Monsoreau                 | Fin de l'intérim        | 22 juin 2023     | Pré-saison | Oswald Tanchot                                      | 22 juin 2023     |
| Dijon FCO                  | Pascal Dupraz                                       | Fin de contrat          | 26 juin 2023     | Pré-saison | Benoît Tavenot                                      | 26 juin 2023     |
| LB Châteauroux             | Romain Chevrier                                     | Raisons administratives | 3 juillet 2023   | Pré-saison | Baptiste Mantaux                                    | 3 juillet 2023   |
| SO Cholet                  | Nenad Zekovic David Augereau Bastien Boutet         | Fin de l'intérim        | 4 juillet 2023   | Pré-saison | Goran Jovanovic                                     | 4 juillet 2023   |
| Chamois niortais           | Bernard Simondi                                     | Fin de contrat          | 5 juillet 2023   | Pré-saison | Philippe Hinschberger                               | 5 juillet 2023   |
| LB Châteauroux             | Baptiste Mantaux                                    | Fin de l'intérim        | 13 juillet 2023  | Pré-saison | Olivier Saragaglia                                  | 13 juillet 2023  |
| US Orléans                 | Bernard Casoni                                      | Renvoi disciplinaire    | 10 octobre 2023  | 17e        | Benoît Darcy Bertrand Baillou Cédric Louis          | 10 octobre 2023  |
| SO Cholet                  | Goran Jovanovic                                     | Renvoi                  | 12 octobre 2023  | 17e        | David Augereau                                      | 12 octobre 2023  |
| US Orléans                 | Benoît Darcy Bertrand Baillou Cédric Louis          | Fin de l'intérim        | 6 novembre 2023  | 11e        | Karim Mokeddem                                      | 6 novembre 2023  |
| FC Versailles              | Laurent Peyrelade                                   | Renvoi                  | 9 novembre 2023  | 12e        | Grégory Vignal                                      | 9 novembre 2023  |
| AS Nancy-Lorraine          | Benoît Pedretti                                     | Renvoi                  | 15 novembre 2023 | 17e        | José Martinez Arnaud Lesserteur Gennaro Bracigliano | 15 novembre 2023 |
| SO Cholet                  | David Augereau                                      | Fin de l'intérim        | 17 novembre 2023 | 16e        | Vincent Rautureau                                   | 17 novembre 2023 |
| AS Nancy-Lorraine          | José Martinez Arnaud Lesserteur Gennaro Bracigliano | Fin de l'intérim        | 18 novembre 2023 | 17e        | Pablo Correa                                        | 18 novembre 2023 |
| Le Mans FC                 | Réginald Ray                                        | Renvoi                  | 19 février 2024  | 13e        | Yohann Feurprier                                    | 19 février 2024  |
| FC Versailles              | Grégory Vignal                                      | Renvoi                  | 26 février 2024  | 12e        | Jean-Luc Vasseur                                    | 1er mars 2024    |
| Le Mans FC                 | Yohann Feurprier                                    | Fin de l'intérim        | 1er mars 2024    | 10e        | Mathieu Chabert                                     | 1er mars 2024    |
| US Avranches               | Damien Ott                                          | Renvoi                  | 11 mars 2024     | 13e        | Xavier Gravelaine Jacques Philip                    | 13 mars 2024     |
| SO Cholet                  | Vincent Rautureau                                   | Renvoi                  | 13 mars 2024     | 18e        | David Augereau                                      | 13 mars 2024     |
| US Avranches               | Xavier Gravelaine Jacques Philip                    | Fin de l'intérim        | 16 mars 2024     | 16e        | Michel Audrain                                      | 16 mars 2024     |
| FC Villefranche Beaujolais | Romain Revelli                                      | Renvoi                  | 20 mars 2024     | 13e        | Alain Pochat                                        | 20 mars 2024     |
| Nîmes Olympique            | Frédéric Bompard                                    | Renvoi                  | 8 avril 2024     | 14e        | Adil Hermach                                        | 9 avril 2024     |
| LB Châteauroux             | Olivier Saragaglia                                  | Renvoi                  | 2 mai 2024       | 12e        | Antoine Sibierski                                   | 2 mai 2024       |

## Règlement du championnat

### Barème des points
- 3 points pour une victoire.
- 1 point pour un match nul.
- 0 point pour une défaite.

### Promotions et relégations
À l'issue des 34 journées du championnat, selon le classement :
- Les équipes classées à la 1re et à la 2e place sont promues en Ligue 2.
- Les équipes classées de la 3e à la 12e place participeront à nouveau au National.
- Les équipes classées de la 13e à 18e place sont reléguées en National 2.

### Règles de classements
En cas d'égalité de points au classement, les équipes sont départagés selon les critères suivants :
- Résultats lors des face-à-face.
- Différence de buts lors des face-à-face.
- Différence de buts générale.
- Nombre de buts inscrits dans la compétition.
- Classement selon le Carton Bleu (Classement du fair-play).
- Tirage au sort.

Le National se déroule comme la Ligue 1 et Ligue 2. L'exception notable est à la différence de buts. Dans les championnats amateurs français, c'est la différence de buts particulière qui domine en cas d'égalité de points au classement final.

## Compétition

### Déroulement de la saison
L'AS Nancy-Lorraine écope de deux points de pénalité, dont un avec sursis, pour des débordements de supporters contre Bourg-en-Bresse lors de la 34e journée de la saison précédente.
Le FC Rouen 1899 écope de cinq points de pénalité par la DNCG.
Le 9 janvier 2024, la DNCG décide de rétrograder administrativement la Berrichonne de Chateauroux en National 2. Si le club est relégué sportivement cette relégation l'amènera en National 3. Mais cette décision est alors temporaire. La nouvelle direction du club a jusqu'à la fin de la saison pour inverser la tendance et proposer un budget drastiquement diminué,.
Le 11 juin 2024, après la fin de la saison, la DNCG sanctionne le SO Cholet d'une exclusion des championnats nationaux. Le club confirmera le lendemain son dépôt de bilan.

### Classement
| Rang | Équipe                     | Pts  | J  | G  | N  | P  | Bp | Bc | Diff |
| ---- | -------------------------- | ---- | -- | -- | -- | -- | -- | -- | ---- |
| 1    | Red Star FC                | 65   | 34 | 19 | 8  | 7  | 55 | 34 | +21  |
| 2    | FC Martigues               | 59   | 34 | 17 | 8  | 9  | 44 | 29 | +15  |
| 3    | Chamois niortais R         | 58   | 34 | 17 | 7  | 10 | 58 | 42 | +16  |
| 4    | Dijon FCO R                | 54   | 34 | 15 | 9  | 10 | 50 | 41 | +9   |
| 5    | Le Mans FC                 | 52   | 34 | 14 | 10 | 10 | 49 | 44 | +5   |
| 6    | AS Nancy-Lorraine          | 50-1 | 34 | 14 | 9  | 11 | 51 | 46 | +5   |
| 7    | FC Rouen 1899 P            | 49-5 | 34 | 15 | 9  | 10 | 41 | 37 | +4   |
| 8    | FC Sochaux-Montbéliard Rt  | 48   | 34 | 12 | 12 | 10 | 51 | 44 | +7   |
| 9    | FC Versailles 78           | 47   | 34 | 12 | 11 | 11 | 41 | 33 | +8   |
| 10   | US Orléans                 | 44   | 34 | 11 | 11 | 12 | 36 | 37 | -1   |
| 11   | Nîmes Olympique R          | 44   | 34 | 11 | 11 | 12 | 36 | 43 | -7   |
| 12   | LB Châteauroux             | 42   | 34 | 10 | 12 | 12 | 41 | 44 | -3   |
| 13   | FC Villefranche Beaujolais | 41   | 34 | 10 | 11 | 13 | 36 | 43 | -7   |
| 14   | GOAL FC P                  | 38   | 34 | 10 | 8  | 16 | 43 | 47 | -4   |
| 15   | US Avranches               | 38   | 34 | 11 | 5  | 18 | 37 | 59 | -22  |
| 16   | Marignane GCB FC P         | 37   | 34 | 9  | 10 | 15 | 37 | 50 | -13  |
| 17   | SAS Épinal P               | 33   | 34 | 9  | 6  | 19 | 39 | 51 | -12  |
| 18   | SO Cholet                  | 32   | 34 | 9  | 5  | 20 | 34 | 55 | -21  |

Promotions et relégations
- Promotion en Ligue 2 2024-2025
- Relégation en National 2 2024-2025
- Repêchage
- Exclusion des championnats nationaux

Abréviations
- P : Promu de National 2022-2023
- R : Relégué de Ligue 2 2022-2023
- Rt : Rétrogradé administrativement
- -1 : Points de pénalité

### Résultats
| Résultats (▼dom., ►ext.)                                   | AVR | CHO | DIJ | EPI | GOAL | LBC | LMFC | MAR | MGCB | NAN | NIM | NIO | ORL | ROU | RSFC | SOC | VER | 0VIL0 |
| US Avranches                                               |     | 2-1 | 1-4 | 0-2 | 1-1  | 1-0 | 2-1  | 2-0 | 3-0  | 0-3 | 2-0 | 1-3 | 1-1 | 1-2 | 0-0  | 0-1 | 1-0 | 1-3a  |
| SO Cholet                                                  | 0-2 |     | 2-1 | 2-1 | 1-0  | 2-0 | 0-1  | 0-2 | 0-1  | 0-2 | 0-2 | 1-1 | 0-1 | 1-2 | 1-1  | 1-0 | 0-1 | 0-0   |
| Dijon FCO                                                  | 5-2 | 0-1 |     | 4-1 | 3-0  | 1-1 | 1-1  | 3-2 | 0-0  | 3-1 | 1-1 | 1-0 | 1-0 | 0-0 | 3-1  | 0-3 | 2-1 | 2-0   |
| SAS Épinal                                                 | 4-0 | 3-1 | 1-1 |     | 0-0  | 4-1 | 1-2  | 0-0 | 0-2  | 1-2 | 2-1 | 0-3 | 0-0 | 1-1 | 1-2  | 0-3 | 0-1 | 1-2   |
| GOAL FC                                                    | 4-1 | 3-4 | 1-2 | 0-1 |      | 1-1 | 1-2  | 0-0 | 3-0  | 1-0 | 1-2 | 2-3 | 1-1 | 1-0 | 3-1  | 2-2 | 2-0 | 1-0   |
| LB Châteauroux                                             | 1-2 | 1-2 | 2-0 | 1-4 | 3-2  |     | 1-2  | 1-0 | 3-0  | 0-1 | 0-1 | 2-0 | 2-1 | 0-3 | 1-2  | 1-1 | 0-2 | 1-0   |
| Le Mans FC                                                 | 3-4 | 3-3 | 1-1 | 1-0 | 2-0  | 1-1 |      | 2-0 | 2-1  | 1-3 | 0-0 | 0-2 | 0-1 | 0-1 | 1-2  | 2-1 | 0-0 | 1-1   |
| FC Martigues                                               | 2-0 | 2-2 | 3-1 | 2-1 | 3-0  | 1-1 | 4-0  |     | 2-1  | 1-0 | 1-0 | 1-0 | 1-1 | 3-1 | 0-1  | 1-2 | 2-1 | 1-0   |
| Marignane GCB FC                                           | 4-1 | 3-2 | 2-1 | 2-0 | 2-2  | 1-1 | 0-2  | 1-0 |      | 1-1 | 1-1 | 1-2 | 0-0 | 2-0 | 0-2  | 1-2 | 2-0 | 1-1   |
| AS Nancy-Lorraine                                          | 1-0 | 1-0 | 3-0 | 2-2 | 2-2  | 1-3 | 3-6  | 3-2 | 4-1  |     | 3-1 | 2-2 | 1-0 | 1-0 | 1-1  | 1-1 | 0-2 | 1-1   |
| Nîmes Olympique                                            | 1-0 | 2-1 | 0-0 | 1-3 | 1-2  | 2-2 | 1-1  | 1-1 | 1-1  | 1-0 |     | 1-0 | 2-3 | 2-0 | 1-0  | 4-2 | 0-1 | 1-1   |
| Chamois niortais                                           | 3-2 | 2-0 | 3-0 | 2-1 | 2-0  | 0-0 | 2-0  | 1-3 | 3-2  | 2-1 | 3-2 |     | 0-0 | 1-2 | 1-1  | 4-2 | 1-0 | 1-1   |
| US Orléans                                                 | 3-1 | 1-2 | 1-2 | 2-0 | 1-0  | 2-2 | 1-3  | 0-1 | 1-1  | 1-0 | 0-1 | 4-2 |     | 0-0 | 2-1  | 0-0 | 2-1 | 2-0   |
| FC Rouen 1899                                              | 0-0 | 5-1 | 0-5 | 1-0 | 2-1  | 1-1 | 0-1  | 0-0 | 1-0  | 2-3 | 1-1 | 4-2 | 2-1 |     | 1-0  | 1-0 | 1-2 | 1-0a  |
| Red Star FC                                                | 3-0 | 2-0 | 0-2 | 4-2 | 2-1  | 0-0 | 4-1  | 2-0 | 2-1  | 1-1 | 2-0 | 2-1 | 2-1 | 3-2 |      | 2-0 | 1-2 | 2-0   |
| FC Sochaux-Montbéliard                                     | 2-1 | 2-0 | 0-0 | 0-1 | 0-3  | 0-2 | 2-2  | 1-1 | 4-0  | 4-1 | 1-0 | 2-1 | 4-2 | 0-1 | 2-2  |     | 1-1 | 3-3   |
| FC Versailles 78                                           | 1-1 | 3-2 | 2-0 | 4-1 | 0-1  | 1-3 | 0-0  | 0-1 | 1-1  | 1-1 | 6-0 | 1-1 | 0-0 | 2-2 | 2-2  | 1-1 |     | 0-1   |
| FC Villefranche Beaujolais                                 | 0-1 | 2-1 | 4-0 | 1-0 | 2-1  | 2-2 | 0-4a | 0-1 | 2-1  | 2-1 | 1-1 | 0-4 | 3-0 | 1-1 | 0-2  | 2-2 | 0-1 |       |
| - Victoire à domicile - Match nul - Victoire à l'extérieur |     |     |     |     |      |     |      |     |      |     |     |     |     |     |      |     |     |       |

a À la suite d'une erreur sur le contrat d'un de leurs joueurs, Villefranche doit rejouer les matches de la 13e, 14e et 15e journées (résultats initiaux : nul à Rouen (1-1 le 10 novembre 2023), victoire à la réception du Mans (2-0 le 24 novembre 2023) et victoire à Avranches (0-2 le 1er décembre 2023)).

### Statistiques

#### Domicile et extérieur
| Rang | Équipe                     | Pts | J  | G  | N | P | Bp | Bc | Diff |
| ---- | -------------------------- | --- | -- | -- | - | - | -- | -- | ---- |
| 1    | Red Star FC                | 41  | 17 | 13 | 2 | 2 | 34 | 14 | +20  |
| 2    | FC Martigues               | 39  | 17 | 12 | 3 | 2 | 30 | 12 | +18  |
| 3    | Chamois niortais           | 37  | 17 | 11 | 4 | 2 | 31 | 17 | +14  |
| 4    | Dijon FCO                  | 35  | 17 | 10 | 5 | 2 | 30 | 15 | +15  |
| 5    | FC Rouen 1899              | 31  | 17 | 9  | 4 | 4 | 23 | 18 | +5   |
| 6    | AS Nancy-Lorraine          | 30  | 17 | 8  | 6 | 3 | 30 | 24 | +6   |
| 7    | US Orléans                 | 28  | 17 | 8  | 4 | 5 | 23 | 17 | +6   |
| 8    | FC Sochaux-Montbéliard     | 27  | 17 | 7  | 6 | 4 | 28 | 21 | +7   |
| 9    | Marignane GCB FC           | 27  | 17 | 7  | 6 | 4 | 24 | 18 | +6   |
| 10   | Nîmes Olympique            | 27  | 17 | 7  | 6 | 4 | 22 | 18 | +4   |
| 11   | GOAL FC                    | 25  | 17 | 7  | 4 | 6 | 27 | 20 | +7   |
| 12   | FC Villefranche Beaujolais | 25  | 17 | 7  | 4 | 6 | 22 | 23 | -1   |
| 13   | US Avranches               | 24  | 17 | 7  | 3 | 7 | 19 | 22 | -3   |
| 14   | LB Châteauroux             | 22  | 17 | 7  | 1 | 9 | 20 | 23 | -3   |
| 15   | FC Versailles 78           | 21  | 17 | 4  | 9 | 4 | 25 | 18 | +7   |
| 16   | Le Mans FC                 | 18  | 17 | 5  | 6 | 6 | 20 | 21 | -1   |
| 17   | SO Cholet                  | 18  | 17 | 5  | 3 | 9 | 11 | 18 | -7   |
| 18   | SAS Épinal                 | 17  | 17 | 4  | 5 | 8 | 19 | 22 | -3   |

| Rang | Équipe                     | Pts | J  | G | N  | P  | Bp | Bc | Diff |
| ---- | -------------------------- | --- | -- | - | -- | -- | -- | -- | ---- |
| 1    | Le Mans FC                 | 31  | 17 | 9 | 4  | 4  | 29 | 23 | +6   |
| 2    | FC Versailles 78           | 26  | 17 | 8 | 2  | 7  | 16 | 15 | +1   |
| 3    | Red Star FC                | 24  | 17 | 6 | 6  | 5  | 21 | 20 | +1   |
| 4    | FC Rouen 1899              | 23  | 17 | 6 | 5  | 6  | 18 | 19 | -1   |
| 5    | Chamois niortais           | 21  | 17 | 6 | 3  | 8  | 27 | 25 | +2   |
| 6    | FC Sochaux-Montbéliard     | 21  | 17 | 5 | 6  | 6  | 23 | 23 | 0    |
| 7    | AS Nancy-Lorraine          | 21  | 17 | 6 | 3  | 8  | 21 | 22 | -1   |
| 8    | LB Châteauroux             | 20  | 17 | 3 | 11 | 3  | 21 | 21 | 0    |
| 9    | FC Martigues               | 20  | 17 | 5 | 5  | 7  | 14 | 17 | -3   |
| 10   | Dijon FCO                  | 19  | 17 | 5 | 4  | 8  | 20 | 26 | -6   |
| 11   | Nîmes Olympique            | 17  | 16 | 4 | 5  | 7  | 14 | 24 | -10  |
| 12   | FC Villefranche Beaujolais | 16  | 17 | 3 | 7  | 7  | 14 | 20 | -6   |
| 13   | US Orléans                 | 16  | 17 | 3 | 7  | 7  | 13 | 20 | -7   |
| 14   | SAS Épinal                 | 16  | 17 | 5 | 1  | 11 | 20 | 29 | -9   |
| 15   | SO Cholet                  | 14  | 17 | 4 | 2  | 11 | 23 | 37 | -14  |
| 16   | US Avranches               | 14  | 17 | 4 | 2  | 11 | 18 | 37 | -19  |
| 17   | GOAL FC                    | 13  | 17 | 3 | 4  | 10 | 16 | 27 | -11  |
| 18   | Marignane GCB FC           | 10  | 17 | 2 | 4  | 11 | 13 | 32 | -19  |

#### Évolution du classement
Le tableau suivant récapitule le classement au terme de chacune des journées définies par le calendrier officiel, les matchs joués en retard sont pris en compte la journée suivante.
| Journées →   | 1  | 2  | 3  | 4  | 5  | 6  | 7  | 8  | 9  | 10 | 11 | 12 | 13 | 14 | 15 | 16  | 17 | 18 | 19 | 20 | 21 | 22 | 23 | 24 | 25 | 26 | 27 | 28 | 29 | 30 | 31 | 32 | 33 | 34 | prom. | rel. |
| Équipe ↓     |    |    |    |    |    |    |    |    |    |    |    |    |    |    |    |     |    |    |    |    |    |    |    |    |    |    |    |    |    |    |    |    |    |    |       |      |
| ------------ | -- | -- | -- | -- | -- | -- | -- | -- | -- | -- | -- | -- | -- | -- | -- | --- | -- | -- | -- | -- | -- | -- | -- | -- | -- | -- | -- | -- | -- | -- | -- | -- | -- | -- | ----- | ---- |
| Avranches    | 14 | 9  | 13 | 7  | 9  | 11 | 11 | 11 | 15 | 10 | 12 | 9  | 10 | 7  | 9  | 12  | 9  | 11 | 12 | 13 | 11 | 11 | 13 | 13 | 16 | 16 | 16 | 16 | 17 | 16 | 14 | 14 | 14 | 15 |       | 17   |
| Cholet       | 2  | 4  | 14 | 9  | 12 | 14 | 7  | 10 | 16 | 17 | 17 | 15 | 16 | 17 | 18 | 18  | 18 | 17 | 18 | 18 | 18 | 18 | 18 | 18 | 18 | 18 | 18 | 18 | 18 | 18 | 18 | 18 | 18 | 18 | 1     | 28   |
| Dijon        | 8  | 13 | 3  | 12 | 4  | 8  | 10 | 14 | 14 | 9  | 10 | 7  | 7  | 5  | 6  | 6   | 8  | 6  | 6  | 4  | 5  | 4  | 5  | 4  | 6  | 7  | 7  | 8  | 7  | 6  | 6  | 7  | 4  | 4  |       | 3    |
| Épinal       | 15 | 15 | 15 | 16 | 17 | 18 | 18 | 18 | 18 | 18 | 18 | 18 | 18 | 18 | 16 | 17  | 17 | 18 | 17 | 16 | 14 | 16 | 17 | 17 | 17 | 17 | 17 | 17 | 16 | 17 | 17 | 17 | 17 | 17 |       | 34   |
| GOAL FC      | 16 | 7  | 8  | 3  | 5  | 9  | 12 | 12 | 9  | 16 | 11 | 13 | 14 | 13 | 14 | 13  | 13 | 13 | 13 | 14 | 15 | 14 | 15 | 14 | 15 | 14 | 15 | 15 | 15 | 14 | 15 | 15 | 15 | 14 |       | 25   |
| Châteauroux  | 17 | 6  | 6  | 4  | 3  | 7  | 8  | 13 | 10 | 11 | 13 | 16 | 13 | 16 | 17 | 16  | 16 | 16 | 16 | 17 | 17 | 17 | 14 | 15 | 12 | 11 | 10 | 11 | 11 | 11 | 12 | 12 | 12 | 12 |       | 15   |
| Le Mans      | 1  | 1  | 4  | 6  | 2  | 5  | 3  | 3  | 4  | 6  | 5  | 5  | 5  | 8  | 10 | 7   | 10 | 10 | 10 | 10 | 13 | 13 | 8  | 8  | 8  | 6  | 6  | 6  | 5  | 5  | 4  | 6  | 7  | 5  | 3     | 2    |
| Martigues    | 7  | 2  | 1  | 5  | 6  | 10 | 9  | 7  | 7  | 7  | 7  | 6  | 3  | 3  | 3  | 3   | 3  | 2  | 3  | 3  | 3  | 3  | 3  | 3  | 3  | 3  | 3  | 2  | 3  | 3  | 2  | 2  | 2  | 2  | 7     |      |
| Marignane    | 18 | 18 | 17 | 17 | 18 | 16 | 17 | 15 | 13 | 15 | 15 | 14 | 15 | 15 | 15 | 14  | 14 | 14 | 15 | 15 | 16 | 15 | 16 | 16 | 14 | 13 | 12 | 12 | 13 | 15 | 16 | 16 | 16 | 16 |       | 32   |
| Nancy        | 11 | 14 | 7  | 10 | 10 | 3  | 6  | 9  | 12 | 14 | 16 | 17 | 17 | 14 | 12 | 10  | 6  | 5  | 5  | 6  | 4  | 6  | 4  | 6  | 4  | 4  | 4  | 5  | 4  | 4  | 5  | 4  | 5  | 6  |       | 6    |
| Nîmes        | 6  | 12 | 10 | 14 | 13 | 15 | 13 | 6  | 6  | 5  | 6  | 10 | 11 | 12 | 13 | 15  | 15 | 15 | 14 | 12 | 10 | 10 | 12 | 10 | 11 | 12 | 14 | 14 | 14 | 13 | 11 | 10 | 10 | 11 |       | 8    |
| Niort        | 3  | 8  | 9  | 11 | 7  | 2  | 2  | 2  | 2  | 2  | 2  | 3  | 2  | 2  | 2  | 2   | 2  | 3  | 2  | 2  | 2  | 2  | 2  | 2  | 2  | 2  | 2  | 3  | 2  | 2  | 3  | 3  | 3  | 3  | 16    |      |
| Orléans      | 5  | 5  | 11 | 13 | 16 | 17 | 16 | 17 | 17 | 13 | 9  | 11 | 12 | 10 | 11 | 9   | 12 | 9  | 8  | 8  | 8  | 5  | 6  | 5  | 7  | 8  | 9  | 9  | 10 | 10 | 10 | 11 | 11 | 10 |       | 7    |
| Rouen        | 9  | 11 | 12 | 8  | 11 | 6  | 4  | 5  | 5  | 4  | 4  | 2  | 9  | 11 | 7  | 5   | 5  | 7  | 7  | 7  | 6  | 8  | 7  | 7  | 5  | 5  | 5  | 4  | 6  | 7  | 7  | 5  | 6  | 7  | 1     |      |
| Red Star     | 4  | 10 | 2  | 1  | 1  | 1  | 1  | 1  | 1  | 1  | 1  | 1  | 1  | 1  | 1  | 1   | 1  | 1  | 1  | 1  | 1  | 1  | 1  | 1  | 1  | 1  | 1  | 1  | 1  | 1  | 1  | 1  | 1  | 1  | 32    |      |
| Sochaux      | 12 | 16 | 18 | 18 | 15 | 12 | 14 | 16 | 11 | 12 | 14 | 8  | 6  | 9  | 5  | 4   | 4  | 4  | 4  | 5  | 7  | 7  | 9  | 9  | 9  | 9  | 8  | 7  | 8  | 8  | 8  | 8  | 8  | 8  |       | 7    |
| Versailles   | 13 | 17 | 16 | 15 | 14 | 13 | 15 | 8  | 8  | 8  | 8  | 12 | 8  | 6  | 8  | 8   | 11 | 12 | 11 | 11 | 12 | 12 | 11 | 11 | 10 | 10 | 13 | 10 | 9  | 9  | 9  | 9  | 9  | 9  |       | 7    |
| Villefranche | 10 | 3  | 5  | 2  | 8  | 4  | 5  | 4  | 3  | 3  | 3  | 4  | 4  | 4  | 4  | 11* | 7* | 8* | 9* | 9* | 9* | 9* | 10 | 12 | 13 | 15 | 11 | 13 | 12 | 12 | 13 | 13 | 13 | 13 | 1     |      |

En gras et italique, les équipes comptant un match en retard (exemple : 13); en gras, italique et souligné, les équipes comptant deux matchs de retard (exemple : 16); en gras, italique, souligné et avec un astérisque, les équipes comptant trois matchs de retard (exemple : 16*).
1. ↑  Versailles-Sochaux est reporté en raison de la situation de Sochaux[40]. Le match est reprogrammé le 3 octobre entre la 8e et la 9e journée[41].
2. ↑  Sochaux-Orléans est reporté en raison de la situation de Sochaux[42]. Le match est reprogrammé le 25 octobre entre la 11e et la 12e journée[43].
3. ↑  GOAL FC - Dijon est reporté en raison de mauvaises conditions météo[44]. Orléans - Versailles est reporté en raison de la présence de morceaux de verre sur la pelouse rendant le terrain impraticable[45]. Les matchs sont reprogrammés le 29 janvier entre la 18e et la 19e journée.
4. ↑  La FFF condamne le FC Villefranche Beaujolais à rejouer ses rencontres des 14e, 15e et 16e journée (Rouen-Villefranche, Villefranche-Le Mans, Avranches-Villefranche) pour avoir aligné le défenseur Fahem Benaïssa, qui aurait dû bénéficier d’un contrat fédéral et non du statut amateur[39].

### Résultats par match
| Journée ╱ Équipe           | 1 | 2 | 3 | 4 | 5 | 6 | 7 | 8 | 9 | 10 | 11 | 12 | 13 | 14 | 15 | 16 | 17 | 18 | 19 | 20 | 21 | 22 | 23 | 24 | 25 | 26 | 27 | 28 | 29 | 30 | 31 | 32 | 33 | 34 |
| -------------------------- | - | - | - | - | - | - | - | - | - | -- | -- | -- | -- | -- | -- | -- | -- | -- | -- | -- | -- | -- | -- | -- | -- | -- | -- | -- | -- | -- | -- | -- | -- | -- |
| US Avranches               | D | V | D | V | N | N | D | N | D | V  | N  | V  | D  | V  | D  | D  | V  | D  | D  | D  | V  | D  | N  | D  | D  | D  | D  | V  | D  | V  | V  | D  | V  | D  |
| SO Cholet                  | V | D | D | V | D | D | V | D | D | D  | D  | V  | D  | D  | D  | D  | D  | N  | D  | D  | N  | D  | V  | D  | D  | V  | N  | V  | V  | N  | D  | N  | D  | V  |
| Dijon FCO                  | N | N | V | D | V | D | D | D | N | V  | N  | V  | V  | V  | V  | D  | D  | N  | V  | N  | D  | V  | D  | V  | D  | N  | N  | D  | V  | V  | V  | N  | V  | V  |
| SAS Épinal                 | D | N | N | D | D | D | N | D | N | D  | D  | V  | V  | D  | V  | D  | D  | D  | V  | V  | V  | D  | D  | D  | D  | N  | D  | V  | V  | D  | V  | N  | D  | D  |
| GOAL FC                    | D | V | N | V | N | D | D | N | N | D  | V  | D  | D  | N  | D  | V  | V  | D  | D  | N  | D  | V  | D  | V  | D  | V  | N  | D  | D  | V  | D  | D  | V  | N  |
| LB Châteauroux             | D | V | N | V | N | D | N | D | N | N  | N  | D  | N  | D  | D  | N  | D  | N  | V  | N  | D  | V  | V  | N  | V  | V  | V  | N  | D  | D  | D  | V  | V  | D  |
| Le Mans FC                 | V | N | N | N | V | D | V | V | D | D  | V  | D  | N  | V  | D  | V  | D  | N  | N  | N  | D  | D  | V  | N  | V  | V  | V  | D  | V  | N  | V  | N  | D  | V  |
| FC Martigues               | N | V | V | D | N | D | N | N | V | D  | N  | V  | V  | V  | V  | D  | V  | V  | N  | D  | V  | N  | V  | V  | D  | V  | D  | V  | D  | N  | V  | V  | D  | V  |
| Marignane GCB FC           | D | D | N | D | N | V | D | V | N | N  | N  | N  | D  | N  | D  | V  | D  | V  | D  | N  | D  | V  | D  | V  | V  | N  | V  | N  | D  | D  | D  | D  | V  | D  |
| AS Nancy-Lorraine          | N | N | V | N | N | V | D | D | D | N  | D  | N  | D  | V  | V  | V  | V  | V  | V  | D  | V  | D  | V  | N  | V  | N  | N  | D  | V  | V  | D  | V  | D  | D  |
| Nîmes Olympique            | N | N | N | D | N | N | V | V | V | N  | N  | D  | D  | D  | D  | D  | D  | V  | N  | V  | V  | N  | D  | V  | D  | N  | N  | D  | D  | V  | V  | V  | V  | D  |
| Chamois niortais           | V | D | N | N | V | V | V | V | D | V  | D  | N  | V  | V  | D  | D  | V  | N  | V  | V  | N  | V  | V  | D  | V  | N  | N  | D  | V  | D  | D  | D  | V  | V  |
| US Orléans                 | V | D | D | D | D | N | N | D | V | V  | V  | N  | D  | V  | V  | V  | D  | N  | N  | N  | V  | V  | D  | V  | D  | D  | N  | N  | D  | D  | N  | N  | V  | N  |
| FC Rouen 1899              | N | N | N | V | D | V | V | N | N | V  | N  | V  | V  | D  | V  | V  | V  | D  | D  | N  | V  | D  | V  | D  | V  | D  | V  | N  | N  | D  | V  | V  | D  | D  |
| Red Star FC                | V | D | V | V | V | V | V | V | V | N  | V  | N  | V  | D  | V  | N  | V  | V  | N  | V  | D  | V  | N  | N  | V  | N  | N  | V  | V  | D  | D  | D  | D  | V  |
| FC Sochaux-Montbéliard     | N | V | D | D | V | V | D | D | V | N  | N  | N  | V  | D  | V  | V  | V  | N  | N  | N  | D  | N  | D  | N  | V  | D  | N  | V  | D  | V  | V  | N  | D  | N  |
| FC Versailles 78           | N | D | N | N | N | V | D | V | V | D  | N  | D  | V  | V  | D  | N  | D  | D  | V  | N  | D  | D  | V  | N  | V  | N  | D  | V  | V  | V  | N  | V  | D  | N  |
| FC Villefranche Beaujolais | N | V | N | V | D | N | V | V | D | V  | N  | D  | D  | D  | V  | N  | V  | N  | D  | N  | V  | N  | D  | D  | D  | D  | N  | D  | N  | N  | D  | D  | V  | V  |

### Séries
Séries de victoires : 7
- Red Star : de la 3e à la 9e journée

Séries de matchs sans défaite : 11
- Red Star : de la 3e à la 13e journée

Série de matchs sans défaite en début de saison : 6
- Nancy : de la 1re à la 6e journée

Séries de défaites : 6
- Nîmes: de la 12e à la 17e journée

Séries de défaites en début de saison : 2
- Marignane : de la 1re à la 2e journée

Séries de matchs sans victoire : 11
- Épinal : de la 1re à la 11e journée

Séries de matchs nuls : 4
- Marignane : de la 9e à la 12e journée

Séries de matchs nuls en début de saison : 3
- Nîmes et Rouen : de la 1re à la 3e journée

### Buts marqués par journée
Ce graphique représente le nombre de buts marqués lors de chaque journée.

### Classement des buteurs
Le tableau suivant liste les joueurs selon le classement des buteurs.
Mise à jour : 31 mai 2024
| Rang | Joueur                        | Club                               | Buts | Pénalty | Matchs | Ratio     |
| ---- | ----------------------------- | ---------------------------------- | ---- | ------- | ------ | --------- |
| 1    | Diawoye Diarra Alan Kerouedan | Marignane-Gignac CBFC US Avranches | 15   | 2 6     | 32 33  | 0,47 0,45 |
| 3    | Cheikh Touré                  | AS Nancy-Lorraine                  | 14   | 3       | 31     | 0,45      |
| 3    | Nesta Elphege                 | Chamois niortais                   | 13   | 7       | 29     | 0,45      |
| 4    | Estéban Lepaul                | SAS Épinal                         | 12   | 2       | 16     | 0,50      |

| Source : Classement buteurs - National 1 - Transfermarkt. |

### Classement des passeurs
Le tableau suivant liste les joueurs selon le classement des buteurs.
| Rang | Buteur | Club | Pass. | Ratio |
| ---- | ------ | ---- | ----- | ----- |

### Affluence

#### Meilleures affluences de la saison
| Rang | Match                                  | Journée | Date               | Affluence |
| ---- | -------------------------------------- | ------- | ------------------ | --------- |
| 1    | Le Mans FC - AS Nancy-Lorraine         | J15     | 1er décembre 2023  | 18 034    |
| 2    | FC Sochaux-Montbéliard - Dijon FCO     | J32     | 3 mai 2024         | 15 035    |
| 3    | FC Sochaux-Montbéliard - GOAL FC       | J04     | 1er septembre 2023 | 14 025    |
| 4    | FC Sochaux-Montbéliard - FC Versailles | J34     | 18 mai 2024        | 13 745    |
| 5    | FC Sochaux-Montbéliard - Le Mans FC    | J24     | 9 mars 2024        | 12 546    |
| 6    | AS Nancy-Lorraine - Nîmes Olympique    | J23     | 1er mars 2024      | 12 034    |
| 7    | FC Sochaux-Montbéliard - Red Star FC   | J18     | 2 février 2024     | 11 908    |
| 8    | AS Nancy-Lorraine - GOAL FC            | J27     | 30 mars 2024       | 11 692    |
| 9    | FC Sochaux-Montbéliard - Niort FC      | J30     | 22 avril 2024      | 11 351    |
| 10   | AS Nancy-Lorraine - US Orléans         | J25     | 15 mars 2024       | 11 245    |

#### Affluences par journée
Ce graphique représente le nombre de spectateurs lors de chaque journée.

## Bilan de la saison
- Champion d'automne : Red Star
- Champion : Red Star
- Meilleure attaque : Niort, 58 buts
- Meilleure défense : Martigues, 29 buts
- Plus mauvaise attaque : Cholet, 34 buts
- Plus mauvaise défense : Avranches, 59 buts
- Premier but de la saison :  Ivann Botella   5e lors de SAS Épinal - Red Star (1 - 2) le 11 août 2023 (1re journée)
- Dernier but de la saison :  Nesta Elphege   90+6e lors de US Avranches - Chamois niortais FC, le 18 mai 2024 (34e journée)
- Premier but contre son camp :  Daniel Congré   45e (csc) lors de Le Mans FC - Dijon FCO (1 - 1) le 21 août 2023 (2e journée)
- Premier penalty :  Alan Kerouedan   74e (pen.) lors de Chamois niortais FC - US Avranches (3 - 2) le 11 août 2023 (1re journée)
- Plus jeune buteur de la saison :  Rayane Messi   86e lors de Dijon FCO - US Orléans (1 - 0) le 12 avril 2024 (29e journée) à 16 ans, 10 mois et 20 jours
- Plus vieux buteur de la saison :  Mathieu Coutadeur   33e lors de US Orléans - Le Mans FC (1 - 3) le 11 septembre 2023 (5e journée) à 37 ans, 5 mois et 22 jours
- Journée de championnat la plus riche en buts : 14e journée (34 buts)
- Journée de championnat la plus pauvre en buts : 18e journée (16 buts)
- Nombre de buts inscrits durant la saison : 777 buts, soit 2,54 buts en moyenne par match
- Nombre de  durant la saison :
- Nombre de  durant la saison :
- Plus grand nombre de spectateurs dans une rencontre : 18 034 spectateurs lors de Le Mans FC - AS Nancy-Lorraine le 1er décembre 2023 (15e journée)
- Plus petit nombre de spectateurs dans une rencontre : 169 spectateurs lors de Marignane GCB FC - US Orléans le 3 novembre 2023 (12e journée)

## Trophées du National
À la fin de la saison, la Fédération française de football (FFF) décerne plusieurs distinctions individuelles et collectives à l'issue du vote de l'ensemble des entraîneurs et des capitaines des équipes participantes au championnat National.